# Пачкув
Пачкув (пол. Paczków, нім. Patschkau) — місто в південно-західній Польщі, на річці Ниса-Клодзька.
Належить до Ниського повіту Опольського воєводства.

## Демографія
Демографічна структура станом на 31 березня 2011 року:
|          | Загалом | Допрацездатний вік | Працездатний вік | Постпрацездатний вік |
| -------- | ------- | ------------------ | ---------------- | -------------------- |
| Чоловіки | 3874    | 743                | 2726             | 405                  |
| Жінки    | 4136    | 631                | 2496             | 1009                 |
| Разом    | 8010    | 1374               | 5222             | 1414                 |